# Handelshøjskolen Turība
Handelshøjskolen Turība (lettisk: Biznesa augstskola "Turība"; forkortet BAT) er en virksomhedsorienteret privat handelshøjskole i Riga, hovedstaden i Letland. Dens vigtigste undervisningsområder er business administration, retsvidenskab, turisme- og gæstgiveri management samt public relations.. Handelshøjskolen grundlagdes i 1993 og havde i semesteret 2014/2015 mere end 3.500 studerende, heraf fem doktoranter, og handelshøjskolen havde 241 undervisere tilknyttet.